# Die Schneider von Schönau
Die Schneider von Schönau ist eine Komische Oper in drei Akten von Jan Brandts-Buys. Das Libretto verfassten Bruno Warden und Ignaz Michael Welleminsky. Uraufführung war am 1. April 1916 in der Dresdner Hofoper (heute: Semperoper). Die Oper verschaffte dem Komponisten einen internationalen Erfolg. Das Werk gehört zur Spätromantik und hat eine Aufführungsdauer von zwei Stunden.

## Musikalische Ausstattung
Kleiner Chor, ad libitum. Kein Ballett. Mittleres Orchester mit Harfe und Orgel.

## Handlung
Die Oper spielt in Liebenzell, einer Kleinstadt im schwäbischen Teil des Schwarzwaldes, um 1830.
Die immer noch junge und hübsche Veronika Schwälble glaubt, dass sie nun lange genug um ihren verstorbenen Gatten getrauert habe und nun die Zeit reif dafür sei, sich wieder zu verehelichen. Es mangelt auch nicht an Bewerbern: Kaspar Wiegele, Melchior Biegele und Balthasar Ziegele, allesamt gut beleumundete Schneider aus Schönau, machen ihr den Hof. Veronika kann sich jedoch für keinen von ihnen entscheiden. Da schlägt ihr der muntere Handwerksbursche Florian, der heimlich auch ein Auge auf sie geworfen hat, vor, sie solle einen Wettbewerb veranstalten: Derjenige von den dreien, der für ihn am schnellsten einen Anzug geschneidert habe, solle Sieger sein. Das Argument verfängt jedoch nicht; denn alle drei Schneider sind gleichzeitig fertig. Nun muss eben ein weiteres Kriterium herhalten: Welcher Anzug passt ihm am besten?
Alle werden anprobiert und alle passen gleich gut. Der Wettbewerb endet unentschieden.
Veronika hat inzwischen erkannt, dass nur einer für sie in Frage kommen kann, nämlich Florian. Um die Schneider von Schönau auszutricksen, schlägt dieser vor, gemeinsam Blindekuh zu spielen. Begeistert machen die Schneider mit. Doch während sie sich vergebens abmühen, lassen sich die beiden Liebenden vom Bürgermeister Christian Folz trauen. Als die Schneider merken, dass sie hereingelegt worden sind, geraten sie in Zorn. Bürgermeister Folz läuft jedoch zu einer Hochform auf, indem es ihm gelingt, die Schneider wieder zu beruhigen.